# Kantongerecht Goor
Het kantongerecht Goor was van 1838 tot 1934 een van de kantongerechten in Nederland. Goor was bij de oprichting het vierde kanton van het  arrondissement Deventer. Na de opheffing van Deventer werd Goor ingedeeld bij het arrondissement Almelo.

## Het kanton
Tijdens de Franse tijd werd Nederland ingedeeld in kantons. Deze kantons waren zowel een bestuurlijke eenheid als een rechtsgebied. Ieder kanton was de zetel van een vrederechter. In 1838 werd de vrederechter opgevolgd door de kantonrechter. Daarbij werd het aantal kantons bijna gehalveerd. In Goor veranderde er echter weinig. De gemeente Haaksbergen ging naar Enschede.
Het kanton Goor bestond in 1838 uit de gemeenten: Goor, Markelo, Diepenheim en Rijssen. 

### Aanpassing in 1877
In 1876-77 vond een eerste grote herindeling plaats in de gerechtelijke indeling van Nederland. De provinciale hoven werden afgeschaft en het aantal rechtbanken en kantongerechten werd fors verminderd. In Overijssel werd het arrondissement Deventer opgeheven en verdeeld over Zutphen, Zwolle en Almelo. Goor werd ingedeeld bij Almelo en uitgebreid met Stad- en Ambt Delden.